# Багаберд
Багаберд (арм. Բաղաբերդ) (Капани берд) — руины крепости в Армении, в Сюникской области, между городами Капан и Каджаран, недалеко от села Давид Бек и места слияния рек Гехи и Вохчи. Крепость располагалась на высоте 200 метров над уровнем реки․

## История
Спорным вопросом в истории крепости является дата её основания и ранняя история. Чаще всего, крепость датируется III—IV веком. Степанос Орбелян считал, что крепость существовала в 350 году и использовалась Аршаком II в войне против Шапура․
С 1103 года после разрушения Капана являлась столицей Сюникского царства. 
Крепость пала в 1170 году, сокровища были разграблены сельджуками, более 10000 рукописей было уничтожено. Это событие считается датой падения Сюникского царства.

## Галерея

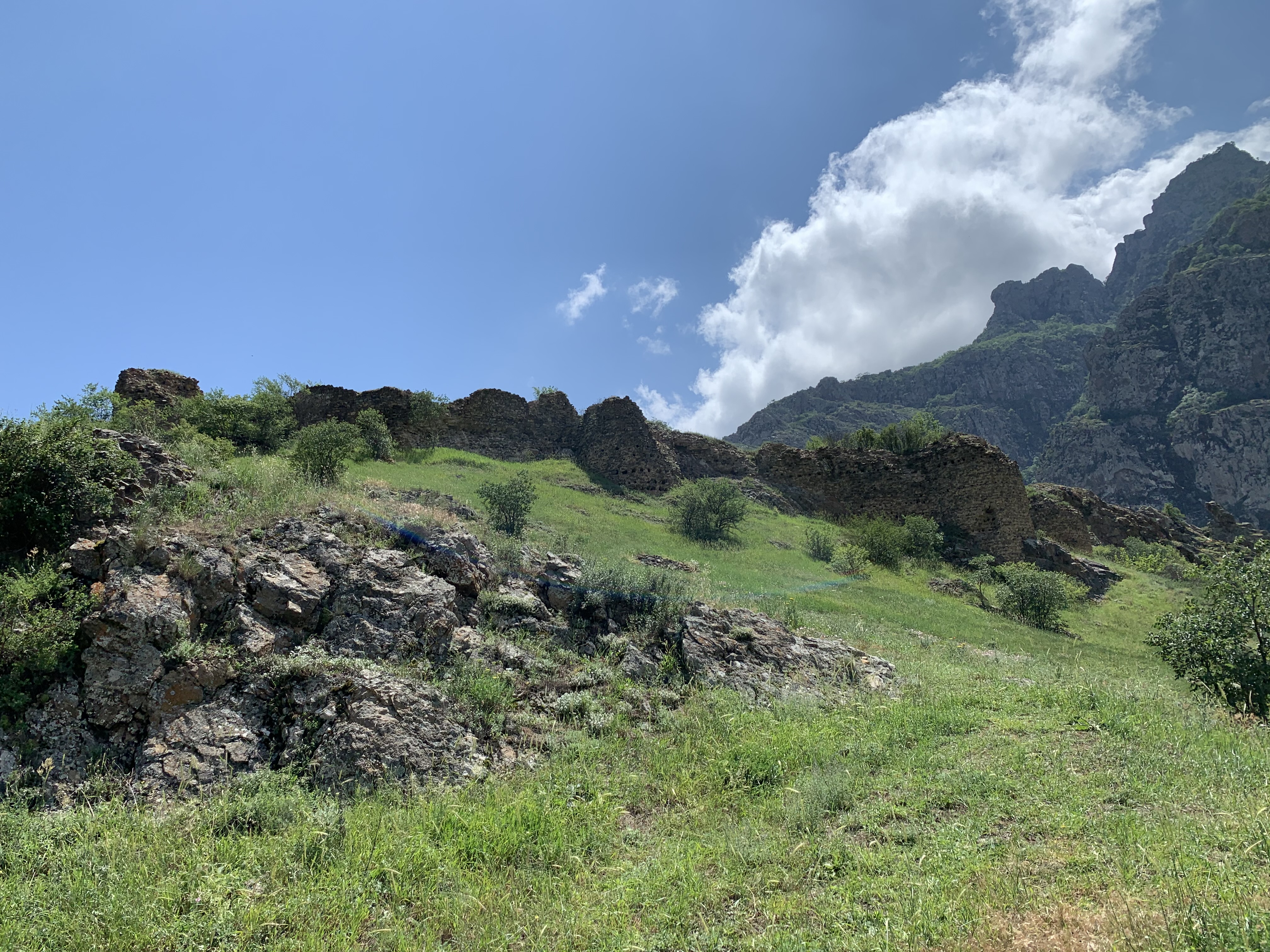
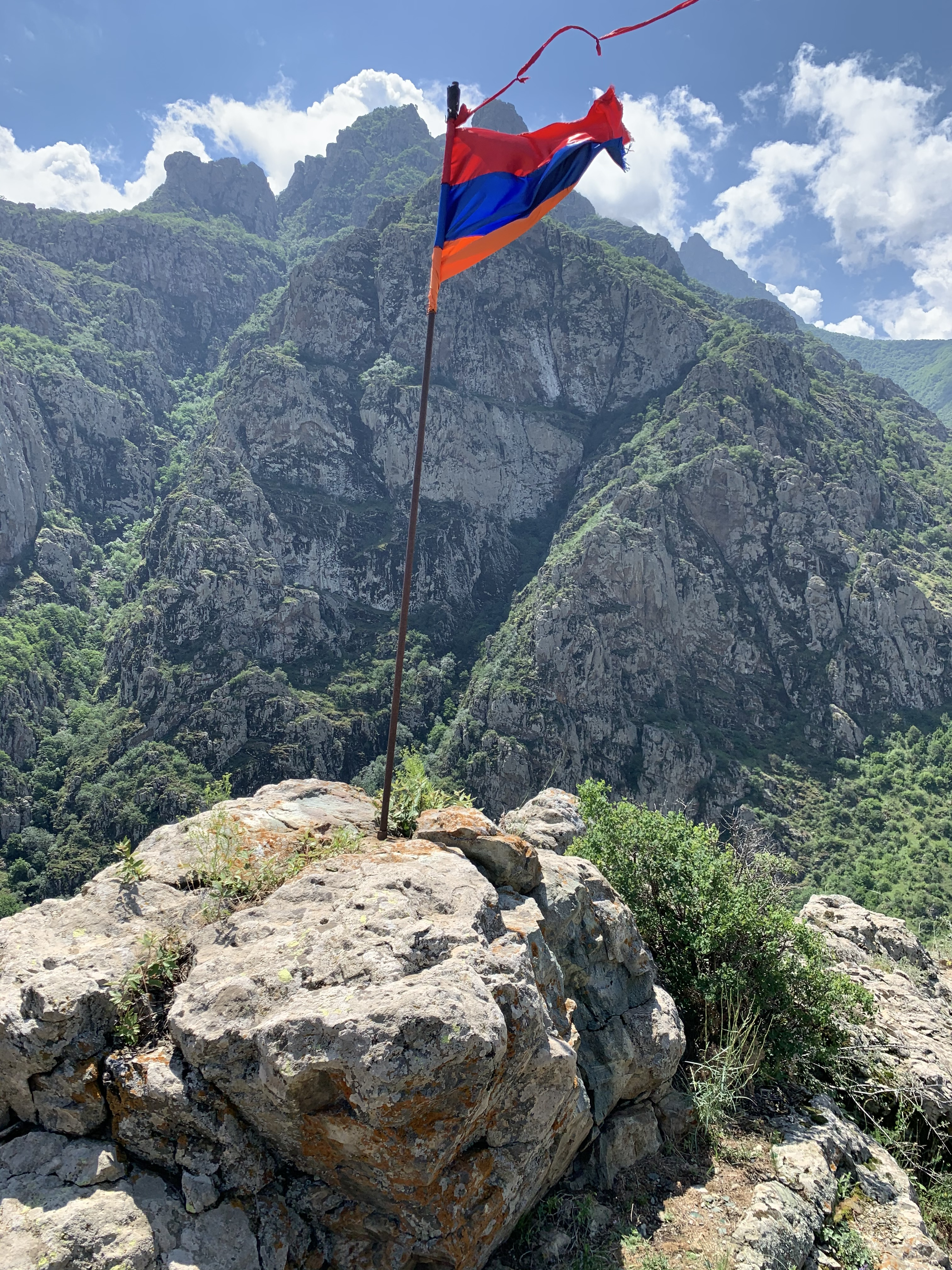
На вершине крепости
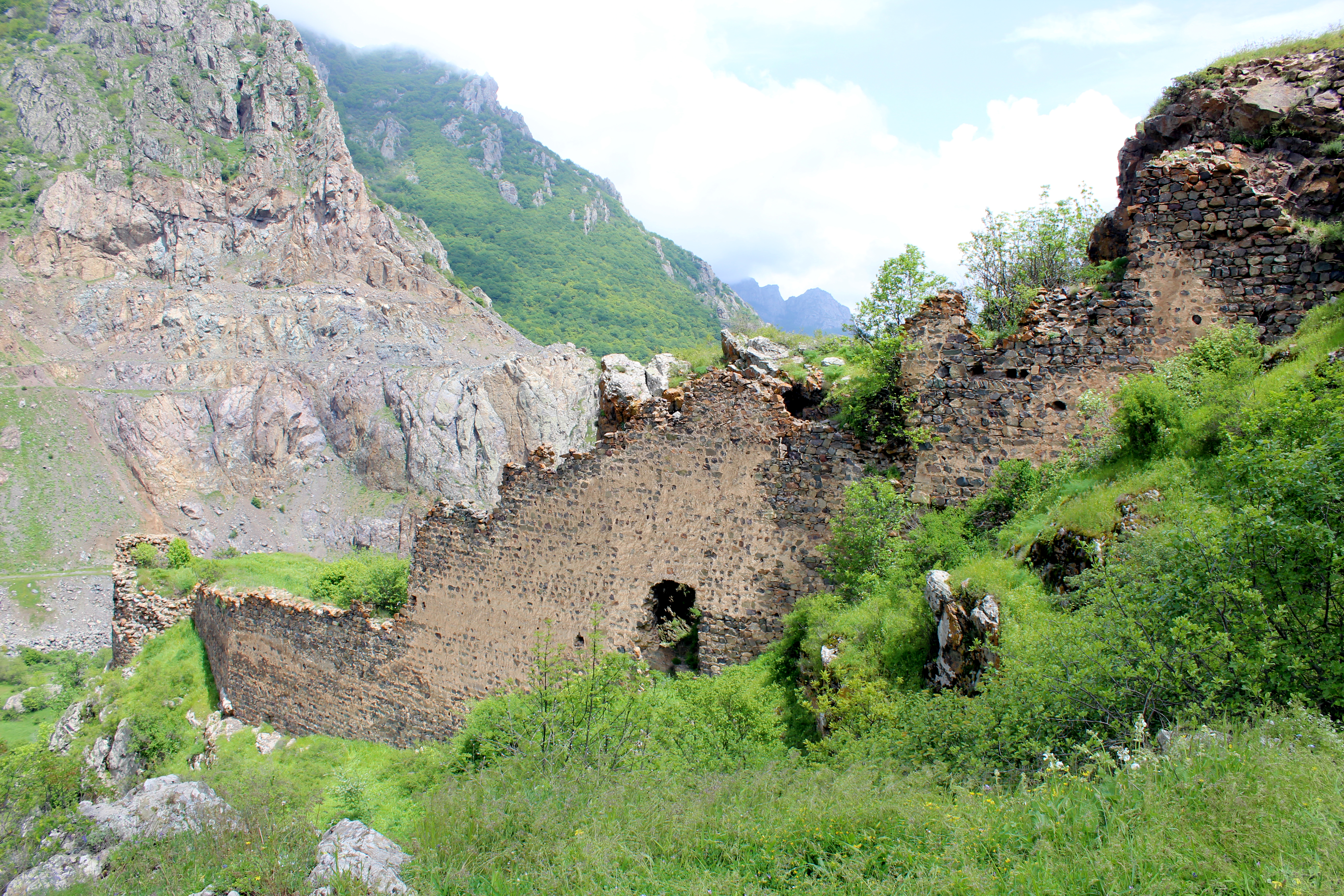
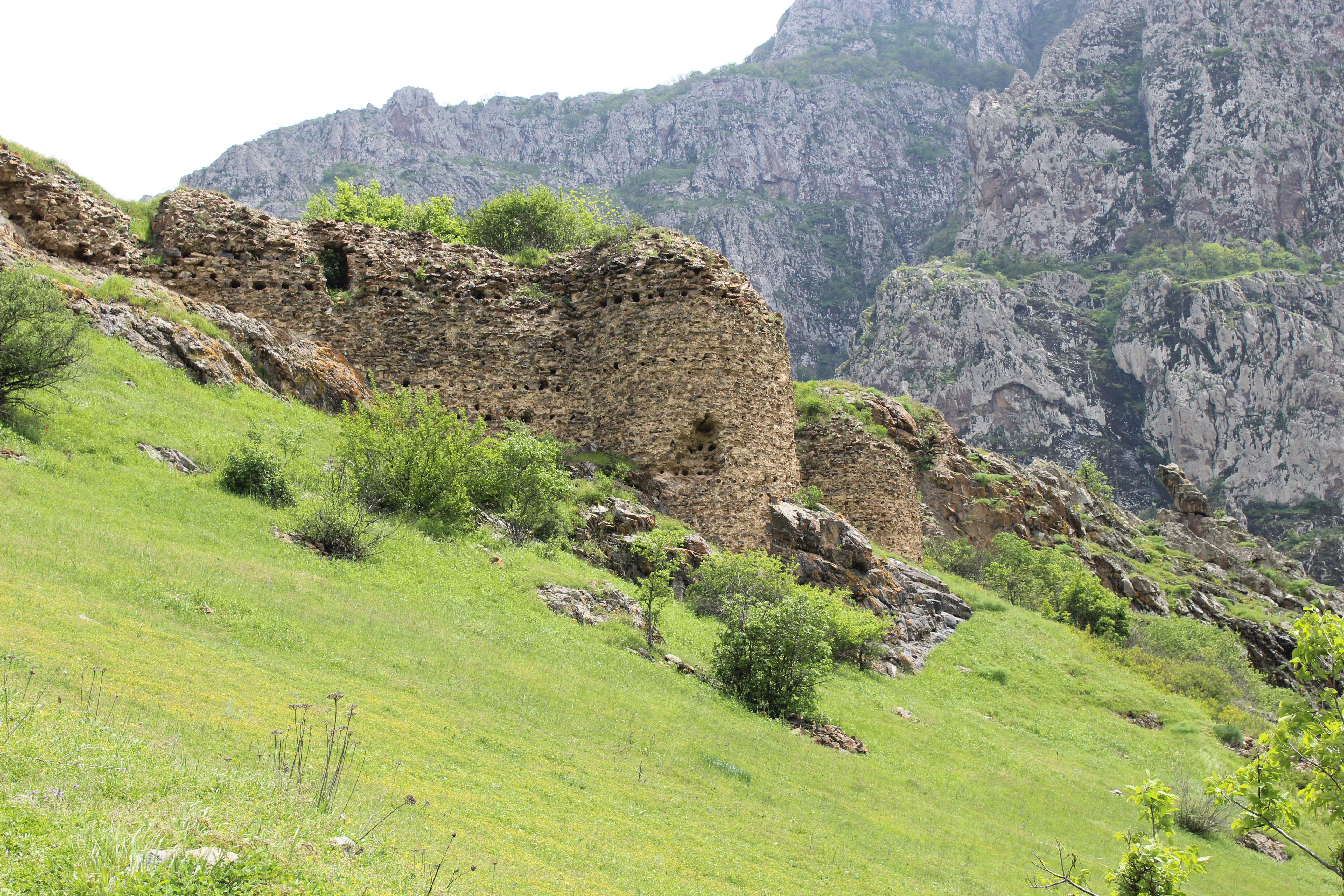
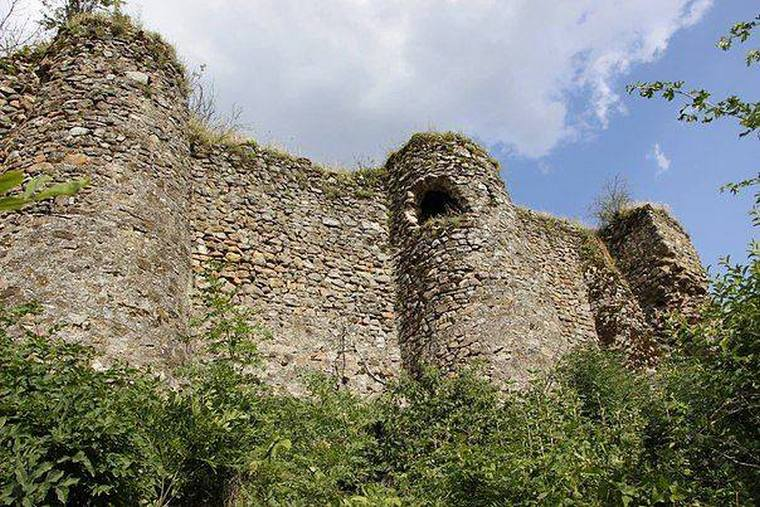
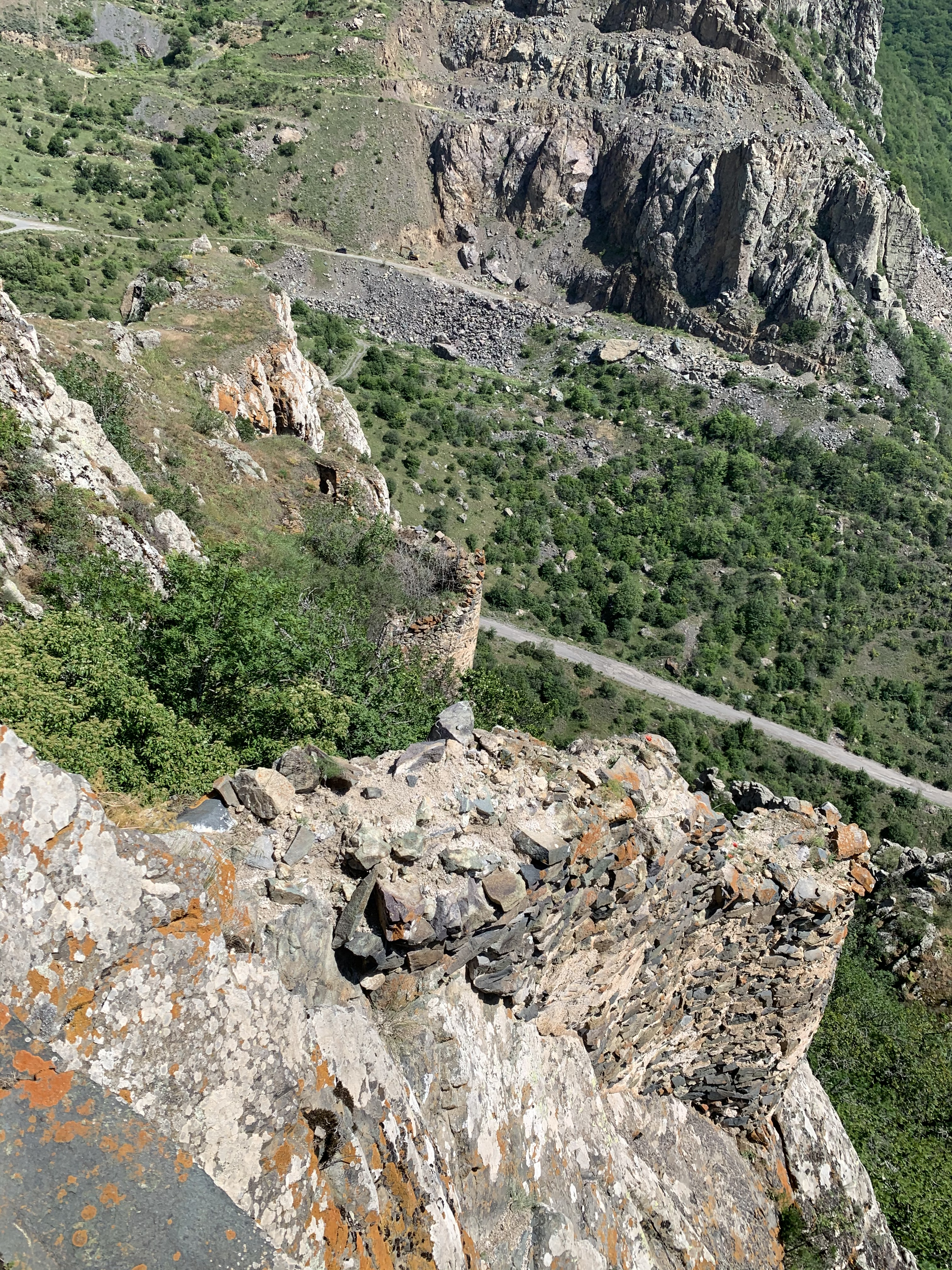
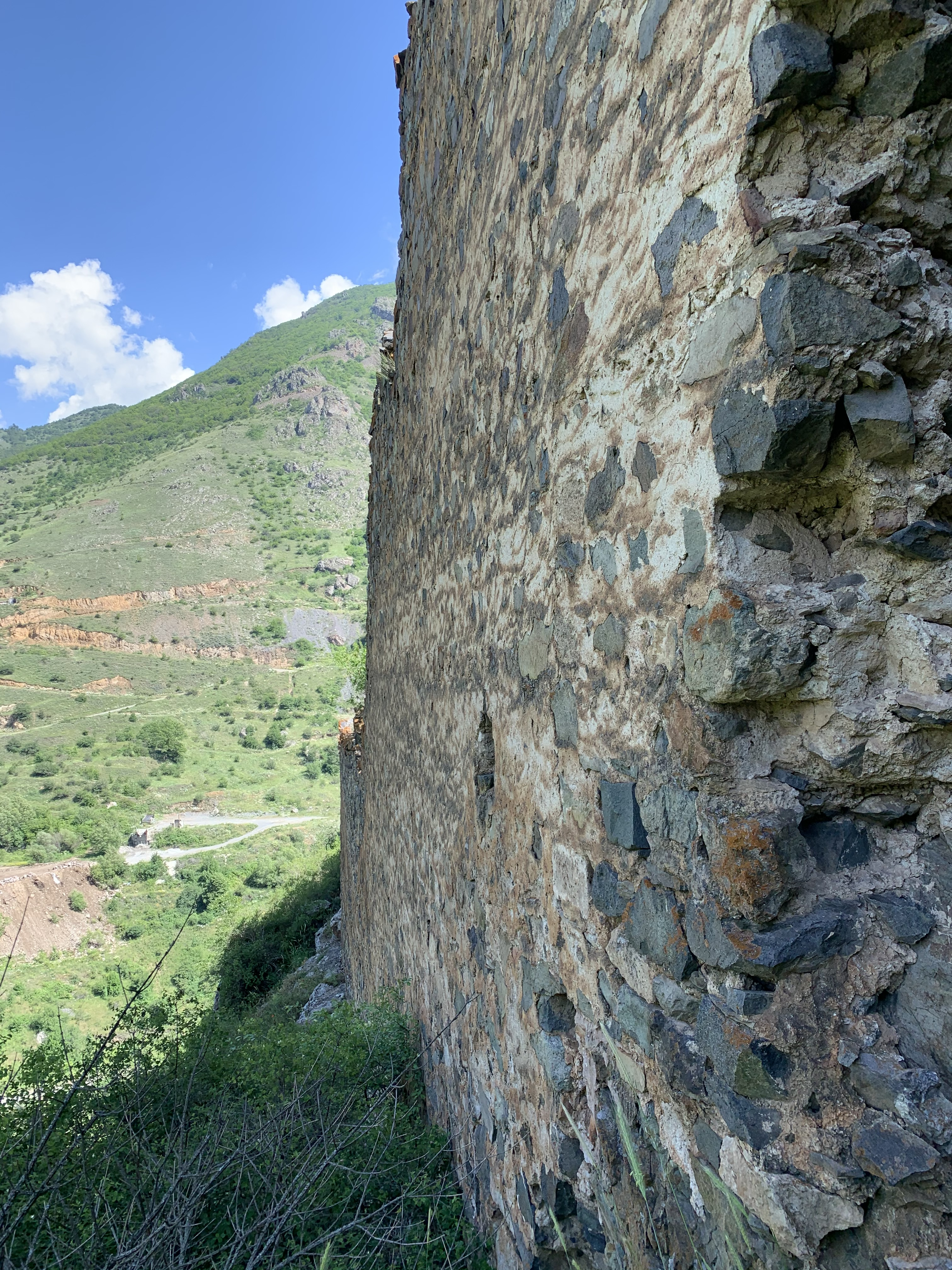
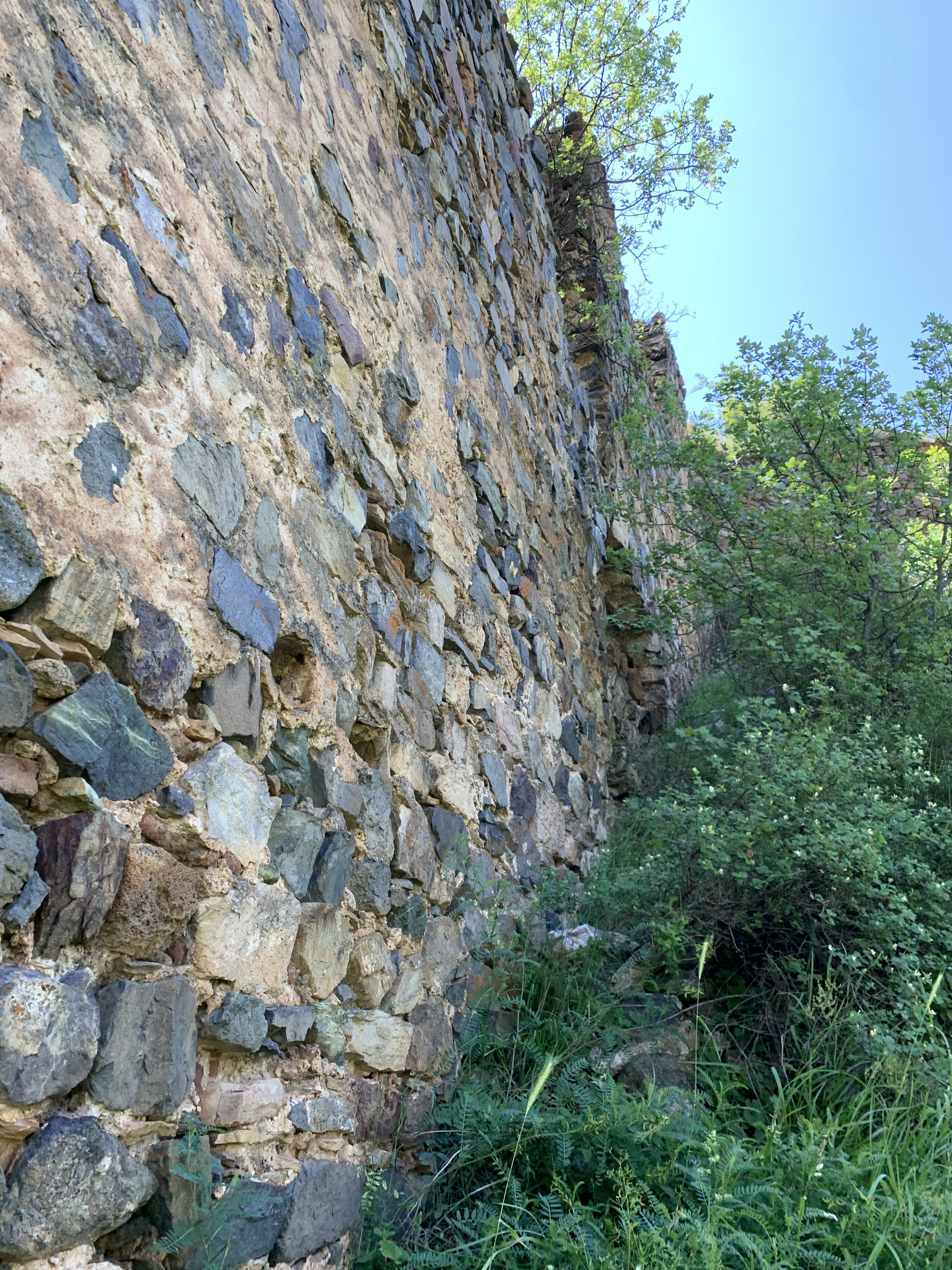
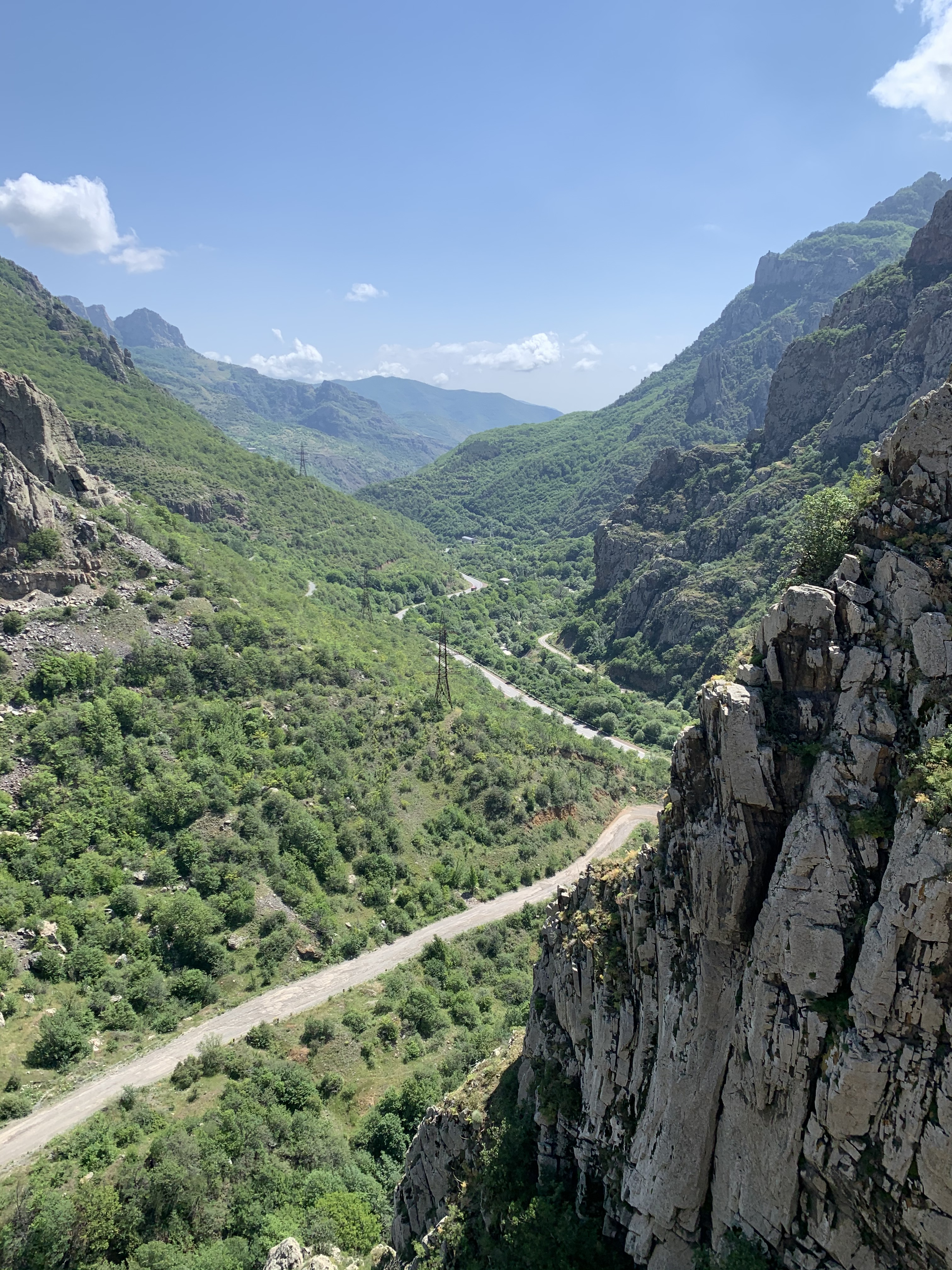
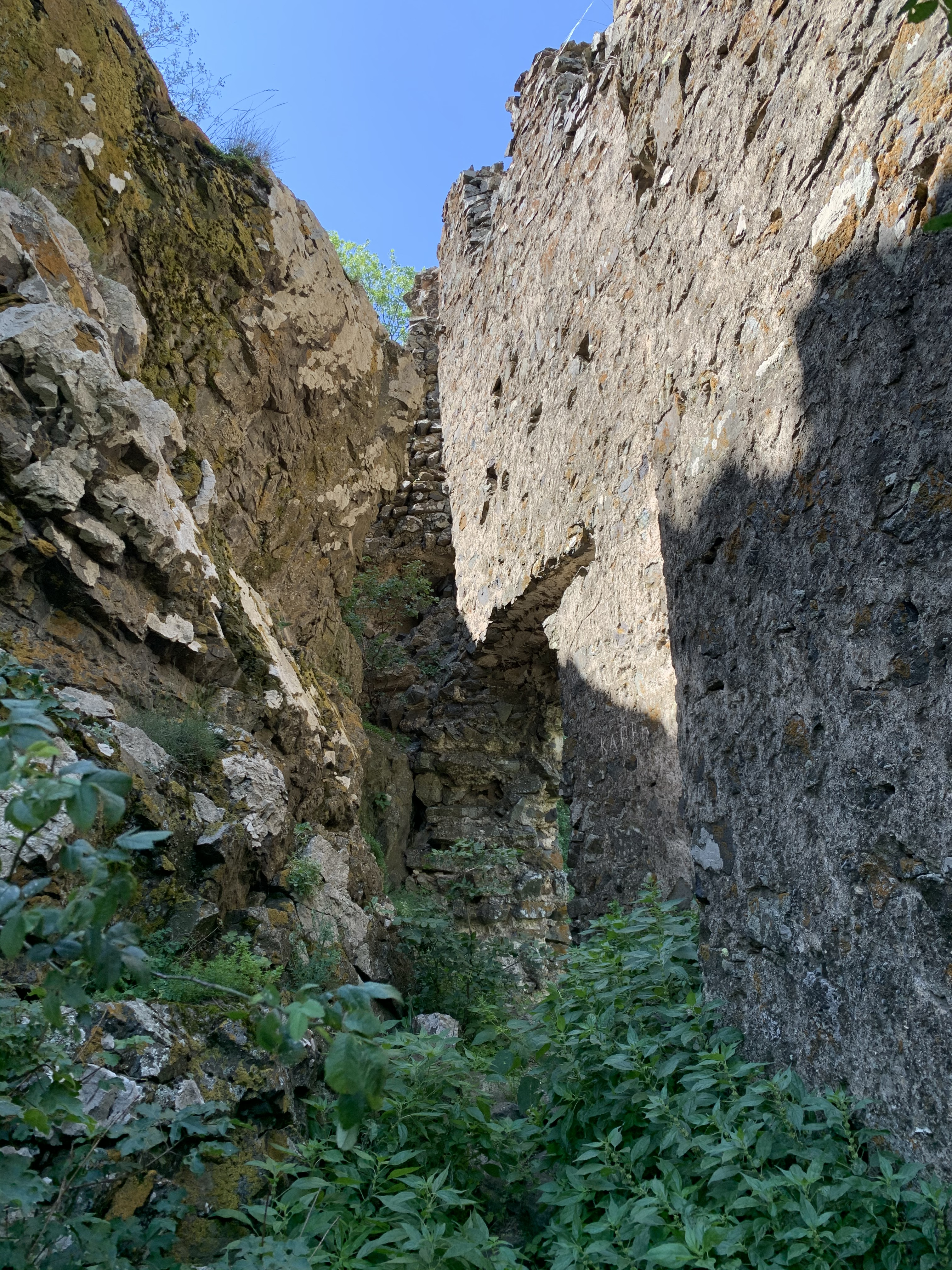
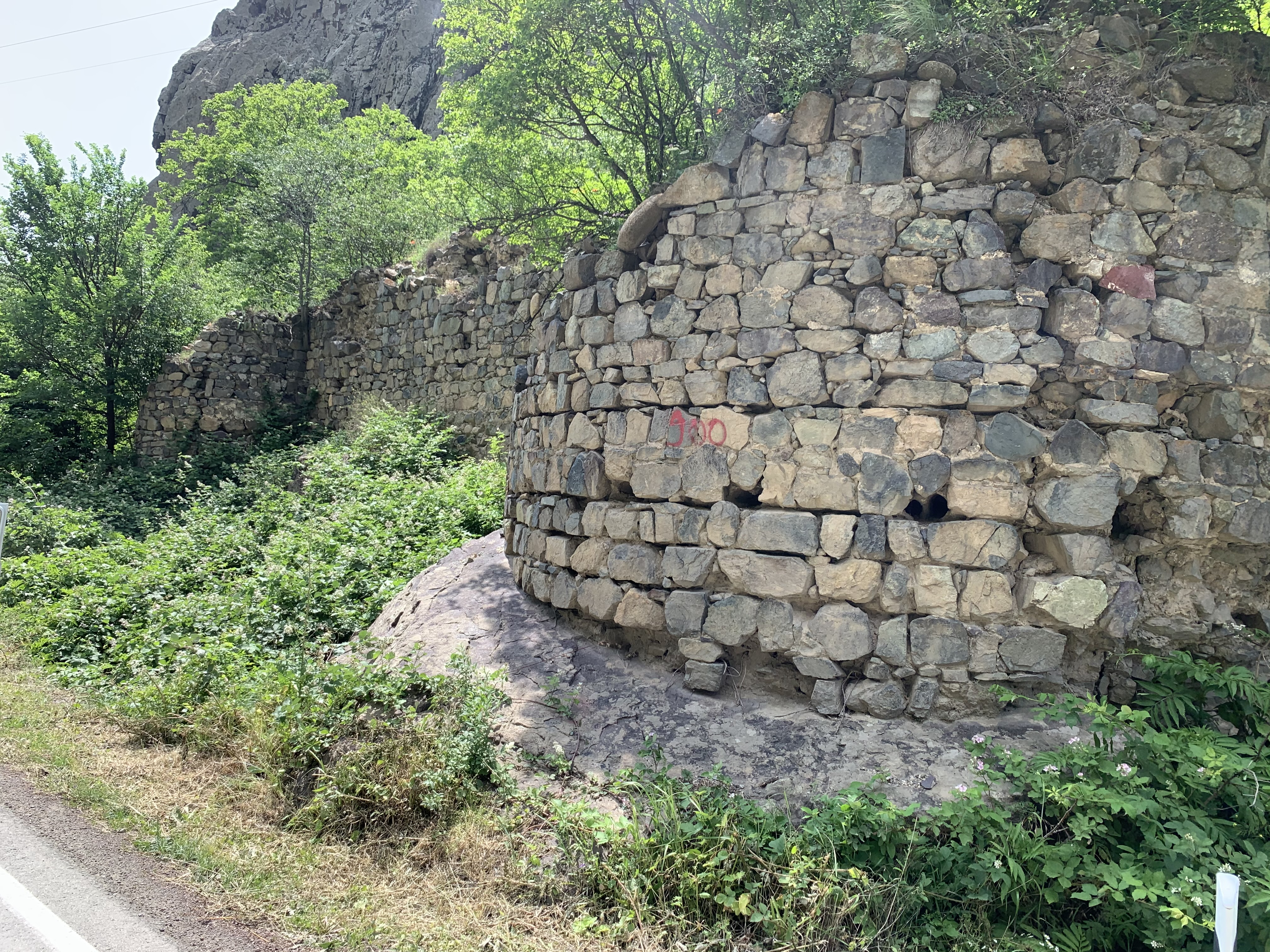
Участок внешней стены около трассы Север-Юг
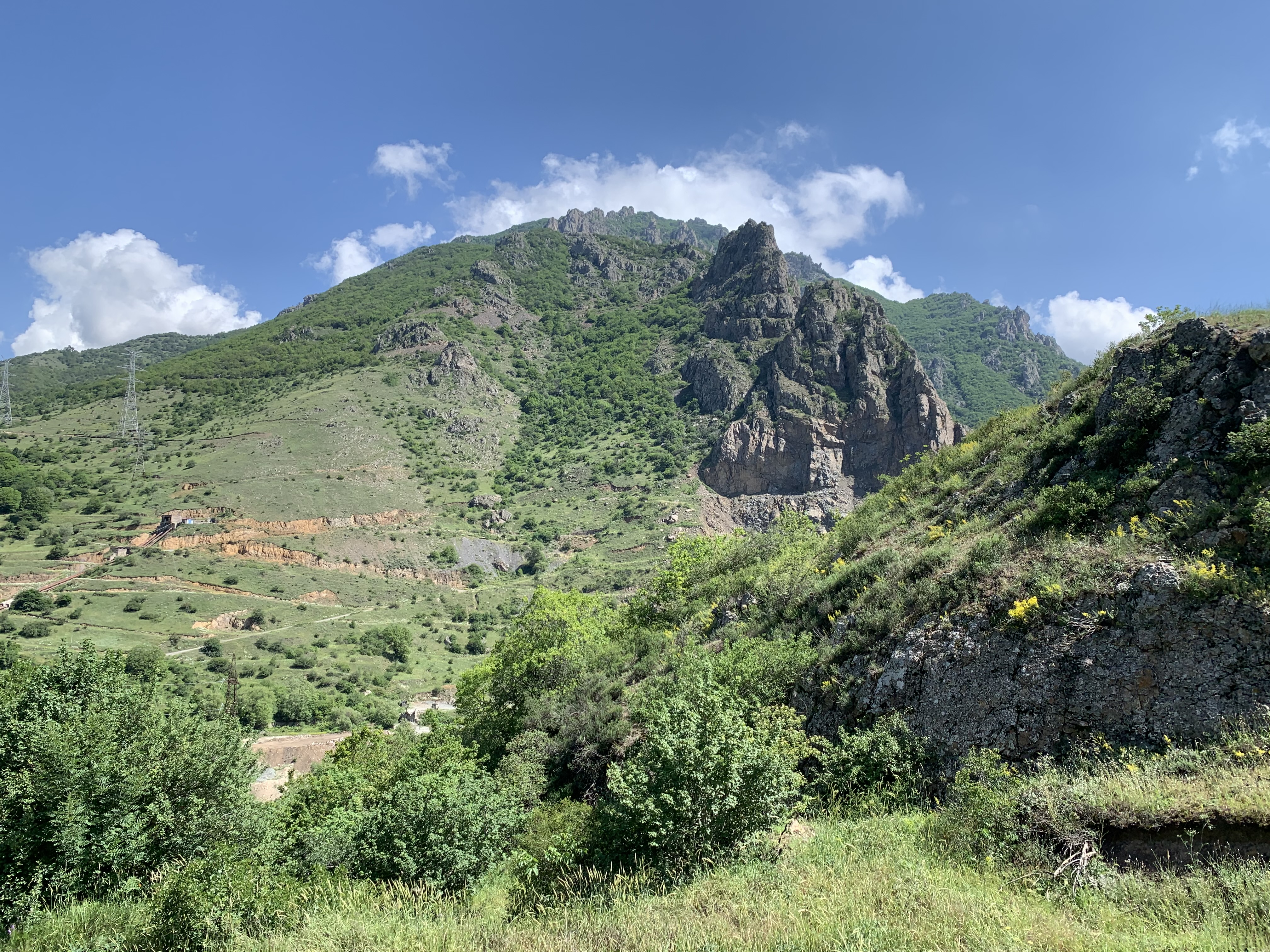
Пейзажи в районе крепости
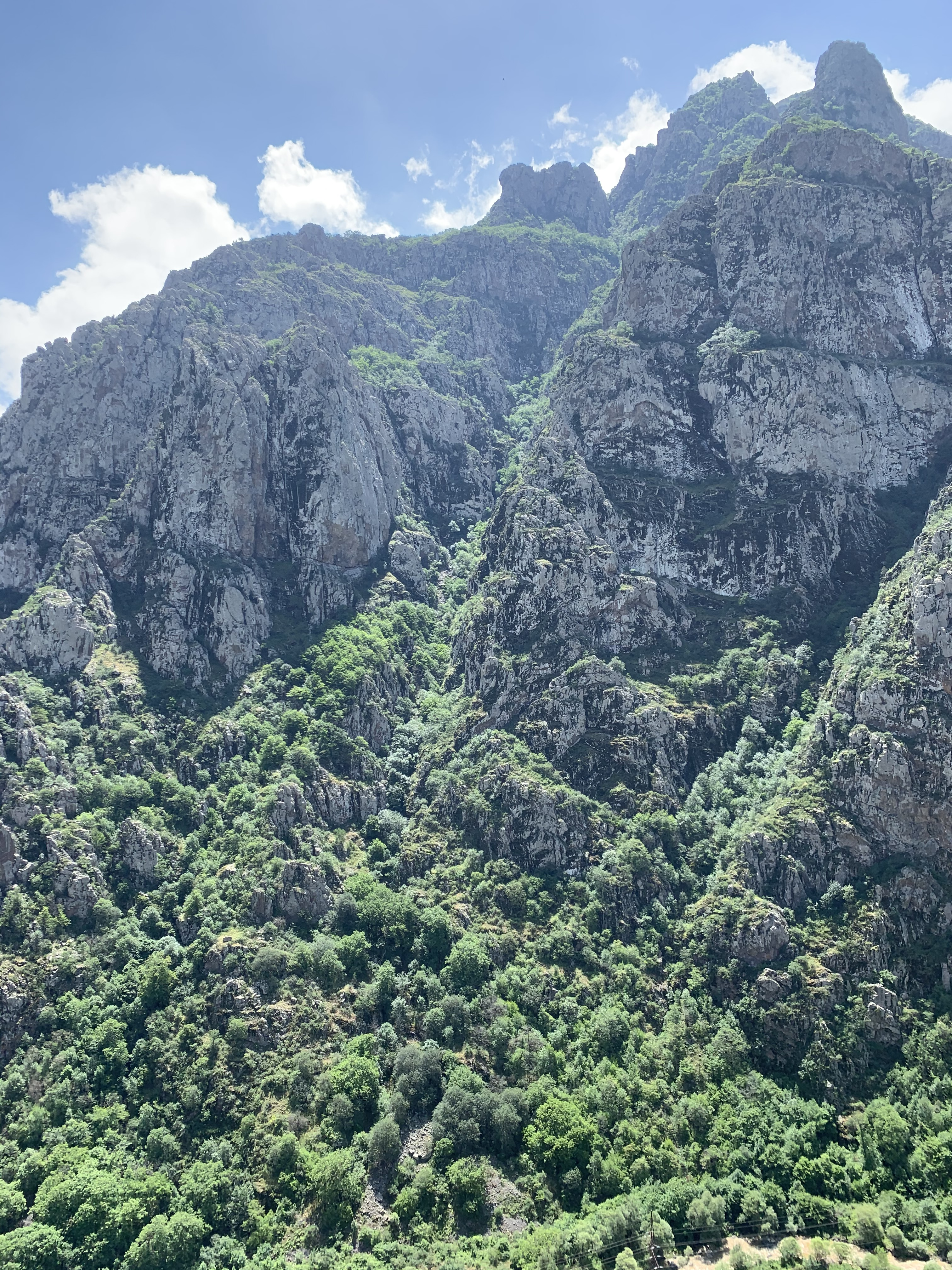
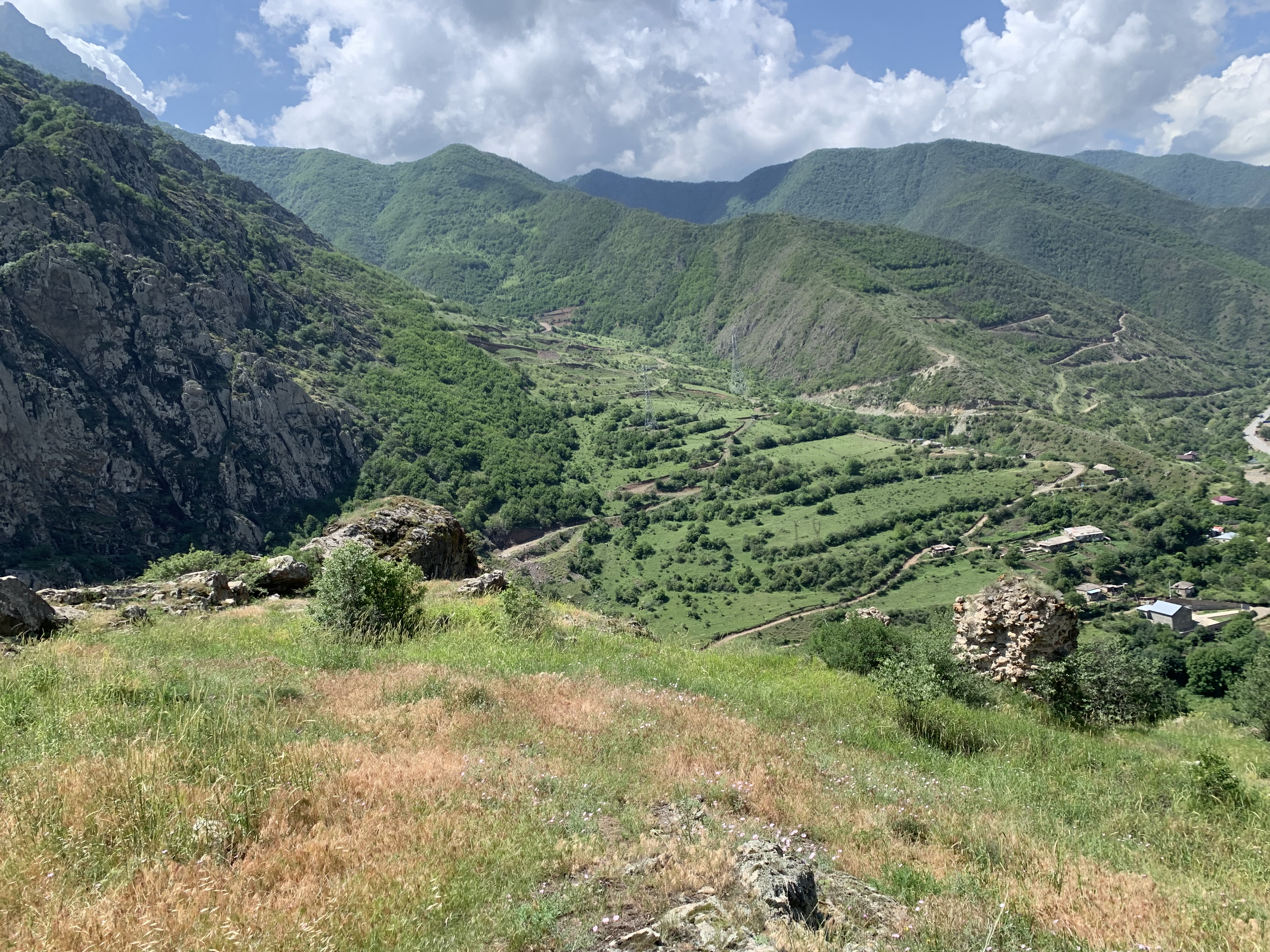